# Johann Aegidus Bach
Pour les articles homonymes, voir Johann Bach (homonymie) et Bach (homonymie).
Johann Aegidius Bach (9 février 1645 à Erfurt – inhumé le 22 novembre 1716 à Erfurt).
Fils de Johann Bach, et continuateur de la branche d'Erfurt de la famille Bach, il est cousin germain du père de Jean-Sébastien Bach, Johann Ambrosius Bach.
Joueur de viole, altiste et organiste au sein de la Stadtmusikanten Kompagnie d'Erfurt, il était également organiste de deux églises : la Kaufmannskirche et la Michaeliskirche.
Il est le père de Johann Bernhard Bach.
Johann Aegidius se maria deux fois : en premier lieu avec Suzanne Schmidt le 6 juin 1674 à Erfurt, elle lui donnera 5 enfants ; avec Juditha Katharine Syring en second lieu le 24 août 1684 toujours à Erfurt. Ils auront 4 enfants.